# Coccobius mesasiaticus
Coccobius mesasiaticus är en stekelart som först beskrevs av Yasnosh och Svetlana N. Myartseva 1971.  Coccobius mesasiaticus ingår i släktet Coccobius och familjen växtlussteklar. Inga underarter finns listade i Catalogue of Life.